# 建昌 (高昌)
建昌（555年—560年）是高昌君主麴寶茂的年號，共6年。

## 纪年
| 建昌 | 元年  | 二年  | 三年  | 四年  | 五年  | 六年  |
| ---- | ----- | ----- | ----- | ----- | ----- | ----- |
| 公元 | 555年 | 556年 | 557年 | 558年 | 559年 | 560年 |
| 干支 | 乙亥  | 丙子  | 丁丑  | 戊寅  | 己卯  | 庚辰  |

## 參看
- 中国年号索引
  - 其他使用建昌年號的政權
- 同期存在的其他政权年号
  - 承聖（552年十一月—555年四月）：南朝梁政權梁元帝蕭繹的年号
  - 天成（555年五月—十月）：南朝梁政權貞陽侯蕭淵明的年号
  - 天啓（558年三月—560年二月）：南朝梁政權永嘉王蕭莊的年号
  - 紹泰（555年十月—556年八月）：南朝梁政權梁敬帝蕭方智的年号
  - 太平（556年九月—557年十月）：南朝梁政權梁敬帝蕭方智的年号
  - 大定（555年正月—562年正月）：西梁政權梁宣帝蕭詧的年号
  - 永定（557年十月—559年十二月）：南朝陈政權陳武帝陳霸先的年号
  - 天嘉（560年正月—566年二月）：南朝陈政權陳文帝陈蒨的年号
  - 天保（550年五月—559年十二月）：北齊政权齊文宣帝高洋年号
  - 乾明（560年正月—八月）：北齊政权齊廢帝高殷年号
  - 皇建（560年八月—561年十一月）：北齊政权齊孝昭帝高演年号
  - 武成（559年八月—560年十二月）：北周政权周明帝宇文毓年号
  - 開國（551年—568年）：新羅真興王之年號